# 貨幣博物館

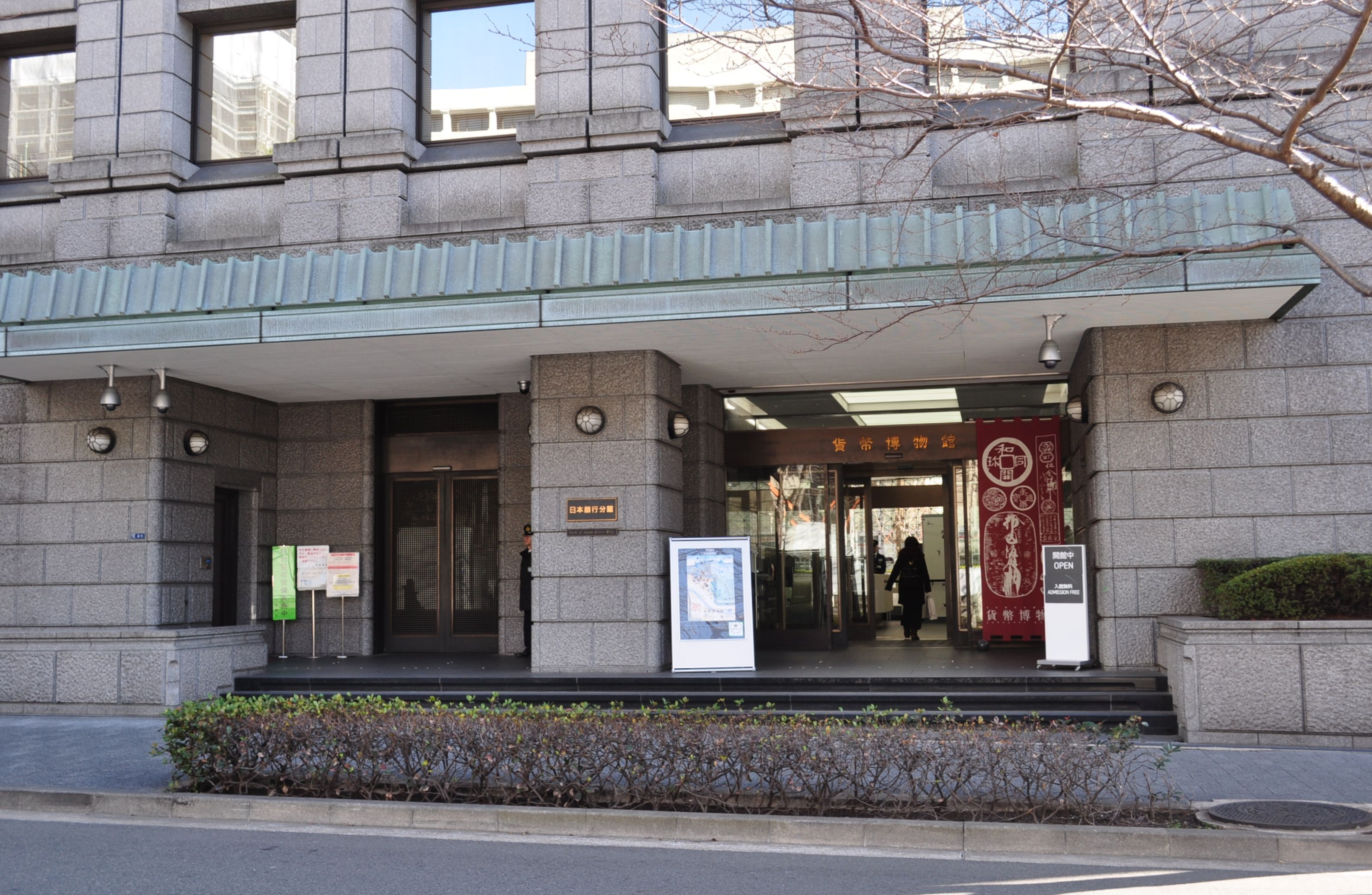
貨幣博物館玄関（2018年2月6日撮影）

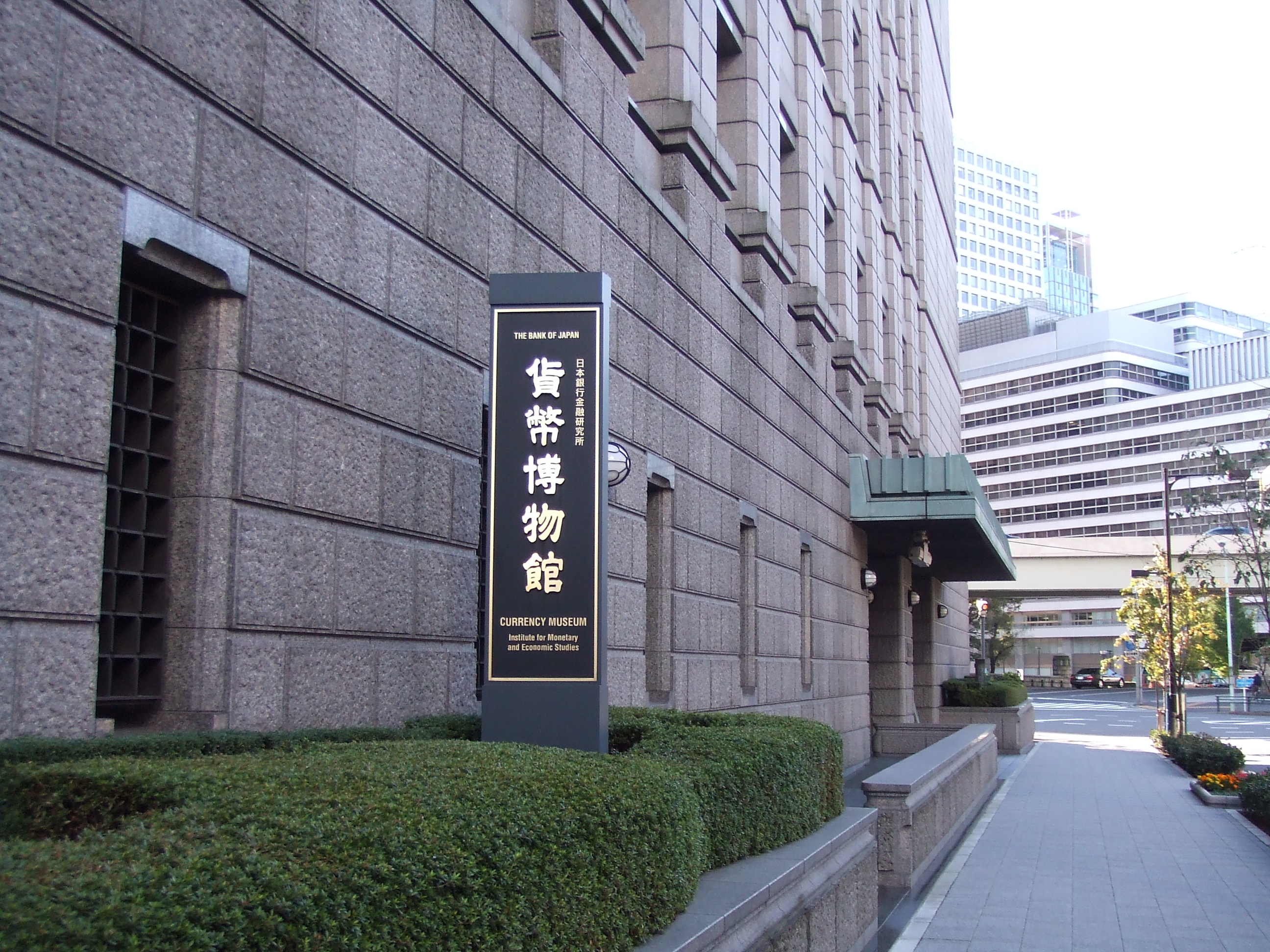
貨幣博物館 看板

貨幣博物館（かへいはくぶつかん）は、日本銀行金融研究所内の2階フロアに設置されている博物館。
1982年（昭和57年）に日本銀行創立100周年を記念して設置され、1985年（昭和60年）11月に開館した。

## 概要
日本銀行本店に隣接し、館内には古代から現在に至るまでの「日本の貨幣史」、世界の貨幣・紙幣を紹介する「さまざまな貨幣」、および「テーマ展示コーナー」からなる。発掘された貨幣や、軍票、記念硬貨などが順路毎に約3000点展示されている。また、1億円分の紙幣の重さを体験出来るコーナーもある。
日本銀行が収集してきた日本および国外の貨幣類と、田中啓文から寄贈された「銭幣館コレクション」がもとになっている。
2014年12月29日よりリニューアル工事のため休館となったが、2015年11月21日にリニューアルオープンした。

## 施設内順路
古代から現代にかけて、貨幣・紙幣の実物（一部は複製）と資料を合わせ、貨幣制度の移り変わりを展示している。
古代
- 物々交換から物品貨幣へ
- わが国における貨幣発行の開始

中世
- 中国銭の使用

近世
- 江戸時代幣制の芽生え
- 独自の幣制の成立
- 幣制の安定と動揺

近現代
- 明治初期の幣制混乱
- 円の誕生
- 日本銀行の成立
- 金本位制度から管理通貨制度へ

テーマ展示コーナー
さまざまな貨幣
- 海外の貨幣・紙幣など

## 所在地
- 東京都中央区日本橋本石町1-3-1（日本銀行分館内）

## 交通アクセス
- 東京メトロ銀座線 三越前駅（出口A5）から徒歩3分
- 東京メトロ半蔵門線 三越前駅（出口B1）から徒歩1分
- JR東京駅日本橋口から徒歩10分